# Maison Richèse
La Maison Richèse est une des Grandes Maisons du Landsraad, découvertes dans les séries précédant le cycle initial de fiction de Dune, écrites par Brian Herbert et Kevin J. Anderson.
Richèse est, avec Ix, le principal monde à haute technologie de l’Empire.
Une guerre commerciale sans merci contre sa rivale l’a conduit à une quasi-ruine, laissant le champ libre pour Ix et la Maison Vernius.
La Maison Richèse, alors en disgrâce auprès de l’empereur et privée du Quasi-Fief d’Arrakis, qui générait des revenus colossaux, s’allie par mariage à la Maison Atréides en mariant Héléna Richèse au Duc Paulus Atréides, cette union ayant donné naissance à Leto Atréides, père de Paul Muad’Dib.
Richèse, du temps du Jihad Butlérien, faisait partie des Mondes Synchronisés, c’est-à-dire que cette planète était sous le contrôle des machines pensantes d’Omnius, et devint, toujours au cours du Jihad, le bastion des Titans entrés en révolte contre Omnius (voir le cycle Dune, La Genèse).